# NGC 4144
NGC 4144是一个位于大熊座的棒旋星系，1788年4月10日由威廉·赫歇爾发现。

## 画廊

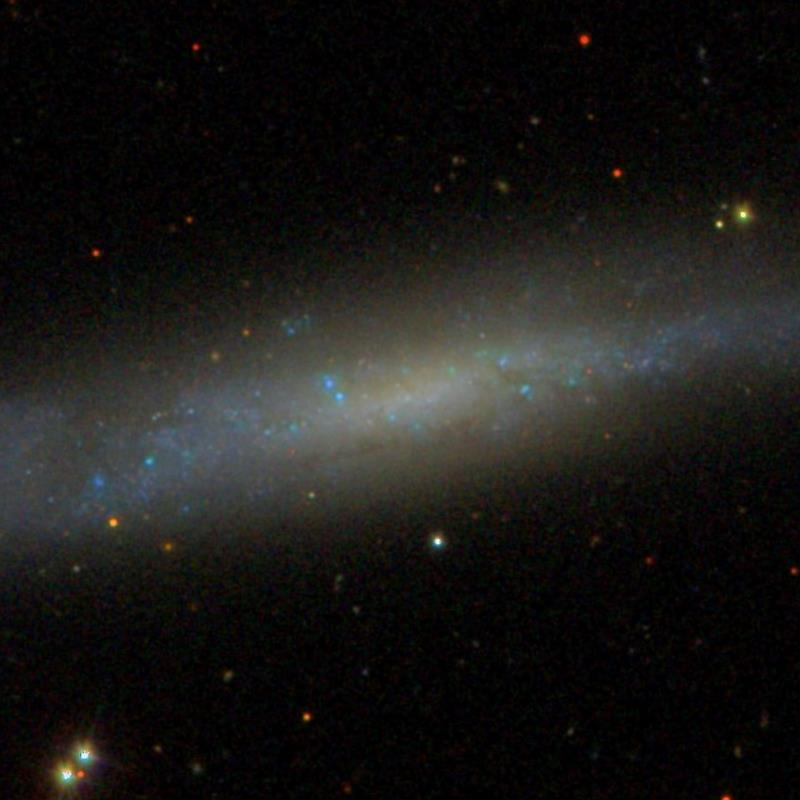
史隆數位巡天拍摄的NGC 4144
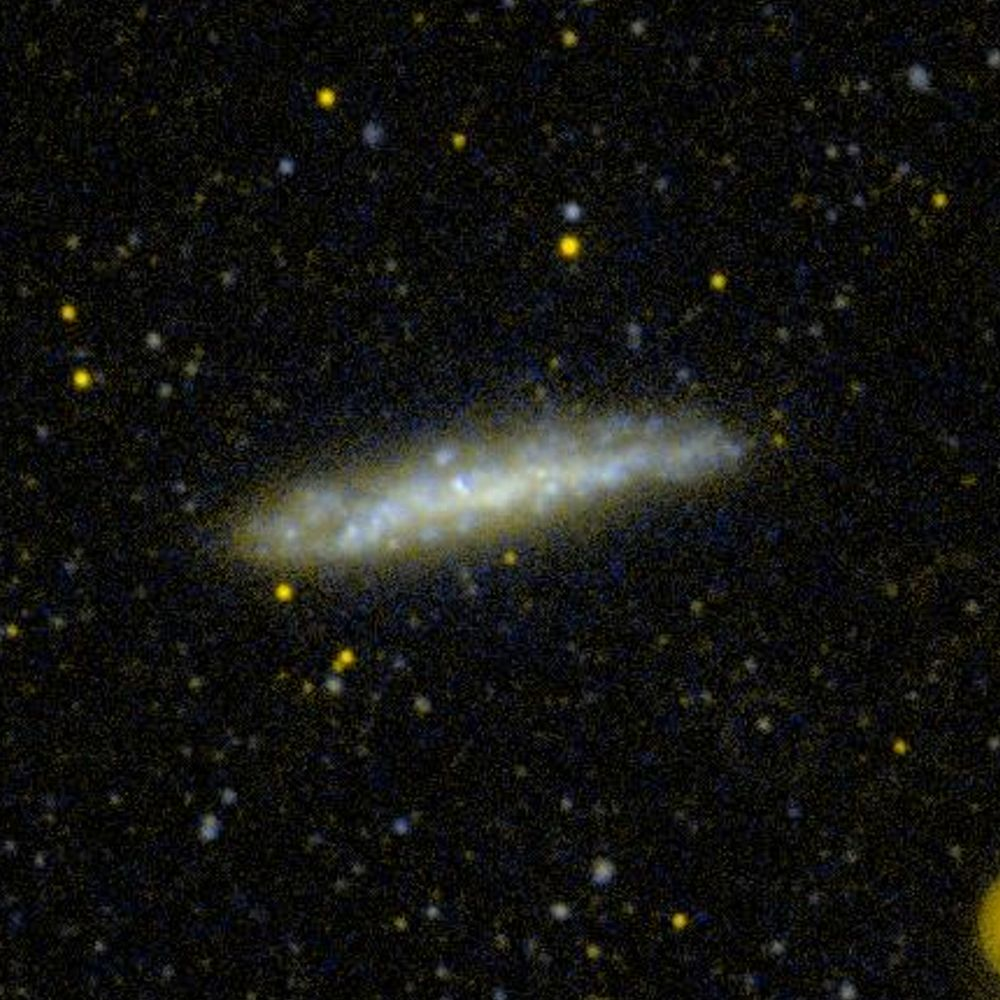
GALEX拍摄的NGC 4144
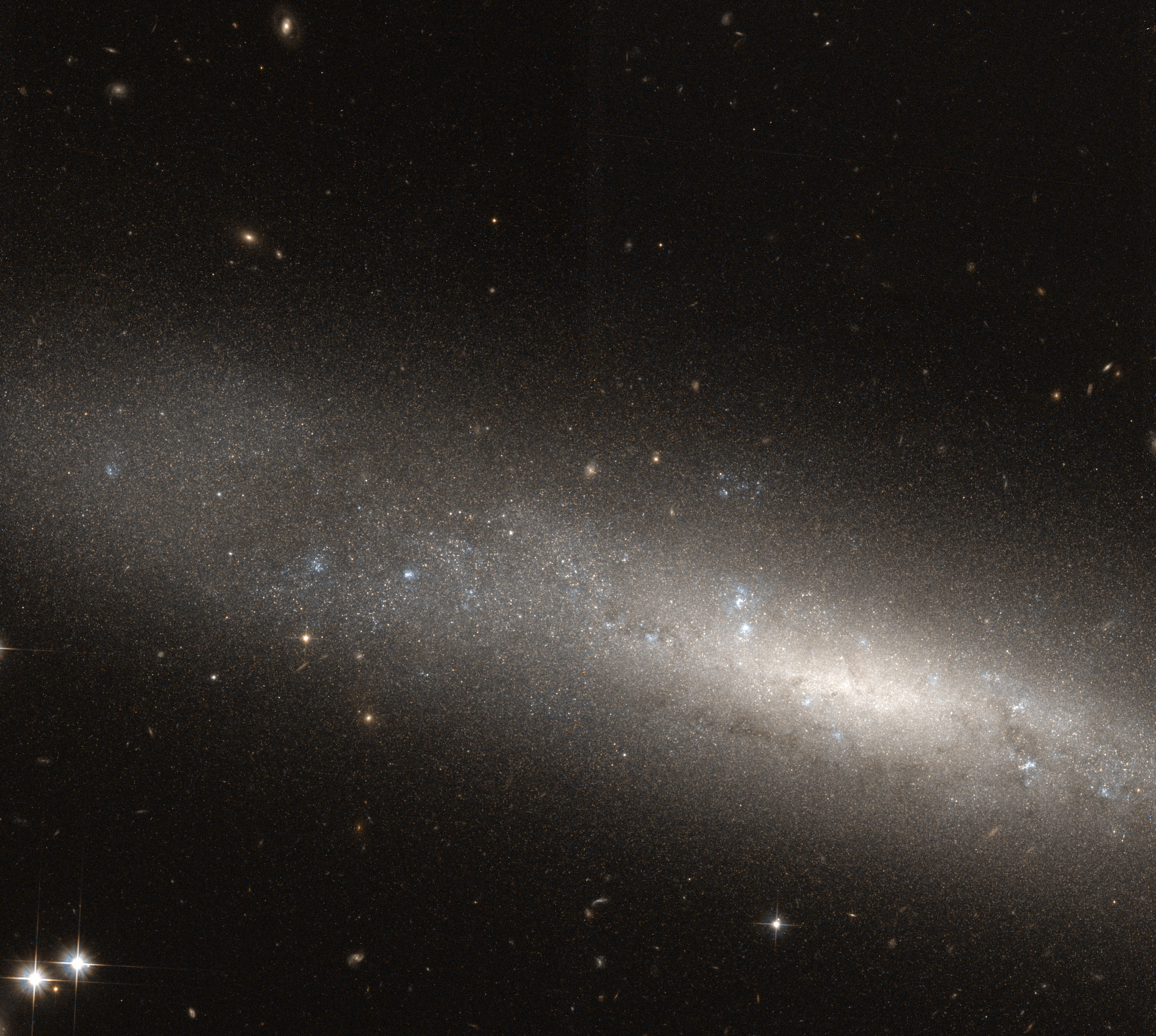
哈勃空间望远镜拍摄的NGC 4144